# Bipes canaliculatus
Bipes canaliculatus là một loài thằn lằn trong họ Bipedidae. Loài này được Bonnaterre mô tả khoa học đầu tiên năm 1789.